# Aston Ramsden
Aston Ramsden är en stadsdel vid Aston i Birmingham i England. Stadsdelen kallas också Aston New Town. Stadsdelen angränsar till Aston, New Town Row, Newtown.